# Dracano
Pour plus de détails, voir Fiche technique et Distribution.
Dracano est un film américain réalisé par Kevin O'Neill et écrit par Keith Shaw, sorti en 2013. Il met en vedettes dans les rôles principaux Corin Nemec, Victoria Pratt et Mia Marcon.

## Synopsis
Un couple de scientifiques, Simon Lowell (Corin Nemec) et sa petite amie Carla Simms (Victoria Pratt), travaillent ensemble dans une université sur un projet intitulé « Kronos » étudiant les activités volcaniques, avec une technologie expérimentale installée sur le mont Baker, dans l’État de Washington. Parmi les objectifs du projet figurent la détection préalable des éruptions volcaniques, la minimisation de l’impact des catastrophes et la conversion de la lave en une énergie propre. Heather Lowell (Mia Faith), la fille adolescente du scientifique, suit toujours le travail de son père. Cependant, un accident amène l’université à annuler son soutien au projet, et les scientifiques deviennent la cible de persécutions. Ils essayent de prouver que le projet n’a aucune responsabilité dans une éruption qui a tué de nombreuses personnes. En parallèle, nous apprenons que les volcans cachent depuis des siècles des cocons de créatures ailées carnivores, un fait qui est connu du gouvernement américain depuis longtemps mais qui a été caché à la population, dans une conspiration typique, parce qu’ils ne savent pas comment combattre la menace. Après qu’une infestation de dragons ait envahi le ciel, à la recherche de nourriture, avec des humains au menu, l’armée américaine, menée par l’austère général Hodges (Troy Evans), aidé par le colonel Maxwell (Robert Newman), essaye de trouver le professeur Lowell afin d’essayer d’utiliser ses connaissances en volcanologie, et le projet « Kronos », pour empêcher l’apocalypse des dragons.

## Fiche technique
- Réalisation : Kevin O'Neill

## Distribution
- Victoria Pratt : Carla Simms
- Corin Nemec : Professeur Simon Lowell
- Mia Marcon : Heather Lowell
- Gina Holden : Diana Fankhauser
- Heidi Fielek : Paige Summers
- Troy Evans : Général Hodges
- Robert Newman : Colonel Maxwell
- Dominika Juillet : Brayden Adcox
- Benjamin Easterday : Lieutenant Sparks
- Delpaneaux Wills : Sergent Woods
- Hayes Mercure : Sergent Rico
- John Hundrieser : Richard Header
- Jack Kennedy : Soldat du barrage routier
- Casey Larios : Scientifique de laboratoire
- Malorie Mackey : Trixie Davenport
- Enrico Natale : Soldat d’escorte
- Blake Reistad : Soldat Bodge
- Andrew E. Tilles : Lieutenant Cano
- Lisa Rodriguez : Étudiante diplômée
- Sophie Tilson : Petra[3].

## Production
Le tournage a eu lieu à Los Angeles, en Californie, aux États-Unis.

## Réception critique
Boca do Inferno juge le film assez négativement.
Dracano recueille un score d’audience de seulement 11% sur Rotten Tomatoes.